# Allocosa alticeps
Allocosa alticeps är en spindelart som först beskrevs av Cândido Firmino de Mello-Leitão 1944.  
Allocosa alticeps ingår i släktet Allocosa och familjen vargspindlar. Inga underarter finns listade i Catalogue of Life.